# Tipula (Eumicrotipula) tanymetra
Tipula (Eumicrotipula) tanymetra is een tweevleugelige uit de familie langpootmuggen (Tipulidae). De soort komt voor in het Neotropisch gebied.